# Marspassage (Neptunus)
Marspassage från Neptunus benämns det som inträffar när planeten Mars passerar framför solen sett från Neptunus.  Mars kan då ses som en liten svart skiva som långsamt rör sig över solens yta. 
Marspassager kan även ses från Jupiter, Saturnus och Uranus.
Den senaste Marspassagen från Neptunus skedde den 4 augusti 1944 och nästa Marspassage kommer att ske den 6 maj 2026. Den synodiska perioden för Mars och Neptunus är 694,911 dygn och den inbördes inklinationen 2,38 grader.

## Tidtabell för Marspassager från Neptunus[2]
Passagerna inträffar ofta i par med ett mellanrum i tid av knappt två år, beroende på hur planeternas omloppstider sammanfaller.
| Datum för passage |
| ----------------- |
| 19 september 1862 |
| 8 september 1942  |
| 4 augusti 1944    |
| 6 maj 2026        |
| 29 mars 2028      |
| 18 mars 2108      |
| 20 december 2189  |